# Chiesa di Sant'Ilario di Poitiers
La chiesa di Sant'Ilario di Poitiers è situata nel centro di Bedero Valcuvia. Insieme alle chiese di Sant'Agnese di Masciago Primo, Santa Maria Maddalena in Ferrera di Varese, Santi Ippolito e Cassiano di Cassano Valcuvia e dei Santi Fabiano e Sebastiano di Rancio Valcuvia  forma la "Comunità Pastorale Gesù Misericordioso".
Costruita nel XII secolo venne ristrutturata pesantemente nel XIX secolo e successivamente nel XX secolo
A tre navate con un bell'altare barocco e un'abside pentagonale con due cappelle laterali affrescate.
Il campanile della chiesa è stato restaurato e rialzato nel 1881 grazie al posizionamento di una cella campanaria in ferro.
Le balaustre della chiesa sono opera dello scultore locale Silverio Martinoli, in sua memoria è stata posta una lapide sotto la sua casa natale.

## Storia
La chiesa è stata edificata nel XII secolo, come dimostrava anche il campanile, ormai ristrutturato, simile a quello della basilica di Sant'Abbondio.
Venne eretta a parrocchia il 29 maggio 1629 dal vescovo Lazzaro Carafino.
La navata venne allungata attorno alla metà del XVIII secolo e l'abside quadra (o semicircolare) venne sostituita con una pentagonale e due cappelle laterali. 
Negli anni 1822-1823 l'ordine della chiesa venne definitivamente invertito, con l'innalzamento delle tre navate. Il 10 marzo 1882 la chiesa venne definitivamente consacrata a sant'Ilario.
L'ultimo restauro risale al 1969.
Il 12 aprile 2009 a causa di un corto circuito che provocò un incendio il campanile, la sacrestia della chiesa e buona parte degli arredi sacri bruciarono. I successivi lavori di ristrutturazione terminarono nel 2010.

## Opere artistiche conservate nella chiesa
Sant'Ilario nell'atto di resuscitare un fanciullo, la gloria di Sant'Ilario, Sant'Antonio Abate che benedice gli animali e l'incoronazione della Vergine dipinte dal milanese C. Maroni.
Monzio Compagnoni, pittore del dopoguerra, è autore del Buon Pastore, del Figliol Prodigo, della Crocifissione e del Cristo giudice con gli angeli.